# Ryan Cox

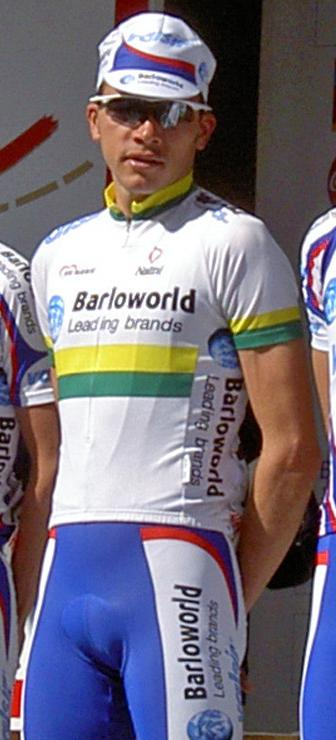
Ryan Cox im Jahr 2005 beim Radrennen Rund um den Henninger-Turm

Ryan Cox (* 9. April 1979 in Kempton Park, Gauteng; † 1. August 2007 ebenda) war ein südafrikanischer Radrennfahrer.
Ryan Cox begann seine Karriere 2000 beim Radsportteam Amore e Vita. Nach einem Jahr wechselte er zum Team Cologne, für das er zwei Jahre fuhr. Seit 2003 fuhr Cox für das britische Professional Continental Team Barloworld. Sein erfolgreichstes Jahr hatte er 2005. Zunächst gewann er die Gesamtwertung der Tour de Langkawi, und später wurde er südafrikanischer Straßenmeister. In der abschließenden Gesamtwertung der UCI Africa und Asia Tour wurde er jeweils Zweiter.
Am 1. August 2007 starb Cox durch den Blutverlust, der durch eine geplatzte Arterie im linken Bein verursacht wurde. Nur drei Wochen zuvor hatte er sich einer Operation an dieser Arterie unterzogen.

## Erfolge
2005
- Tour de Langkawi
- Südafrikanischer Straßenmeister

## Teams
- 2000 Amore & Vita-Giubileo
- 2001–2002 Team Cologne
- 2003–2007 Team Barloworld